# Orbán Viktor 2024. júliusi diplomáciai körútja
Orbán Viktor 2024. júliusi diplomáciai körútja (a kormánypárti sajtóban békemisszió) során a magyar miniszterelnök előbb Kijevben találkozott Volodimir Zelenszkij ukrán elnökkel, majd Moszkvában Vlagyimir Putyin orosz elnökkel és Pekingben Hszi Csin-ping kínai elnökkel tárgyalt az orosz-ukrán háború kapcsán a felek álláspontjáról, a diplomáciai csatornák fenntartásának jelentőségéről és a békeközvetítés lehetőségeiről. A tárgyalások semmiféle konkrét eredményt, közös nyilatkozatot nem hoztak, még kevésbé eredményezték a harcok mérséklődését. A diplomáciai körút lezárásaként Orbán Viktor Washingtonba utazott a NATO csúcstalálkozójára, majd Donald Trump volt amerikai elnököt kereste fel floridai otthonában.
A diplomáciai körút szervesen illeszkedett a magyar kormánynak az ukrajnai háborúval kapcsolatos narratívájába. Ez a narratíva az orosz-ukrán konfliktust a háborúpárti és a békepárti erők összecsapásaként állítja be, amelyben a béke pártján Magyarország áll, míg a háború támogatói Magyarország NATO-szövetségesei, köztük elsősorban az Amerikai Egyesült Államok, valamint a Magyarországot háborúba sodorni kívánó közéleti személyek (Gyurcsány Ferenc, Dobrev Klára, Soros György, Ursula von der Leyen).
A diplomáciai lépéssorozat rendkívül negatív visszhangot váltott ki EU- és NATO-beli szövetségeseink részéről. Több EU-tagállam úgy döntött, hogy bojkottálja a magyar elnökség fő rendezvényeit olyan értelemben, hogy azokon a szokásos miniszteri szint helyett csak nagyköveti szinten vesz részt. Számos tagállam folyamatosan keresi a további lehetőségeket egyet nem értése kifejezésére.

## Állomásai

### A kijevi találkozó

Kijevi látkép – kulturális örökség műemlékek

2024. július 2-án a magyar kormány nevében, de megtévesztő módon tálalva egyben az EU soros elnökeként is Orbán Viktor miniszterelnök a „béketeremtés előmozdítása érdekében” látogatást tett Volodimir Zelenszkij ukrán elnöknél, először a háború kitörése óta. A megbeszélés részét képezte a Magyarországgal való kétoldalú kapcsolatok megerősítése, a Magyarországon tartózkodó ukrán menekültek és a kárpátaljai magyar lakosság helyzete.

### Megbeszélés Moszkvában

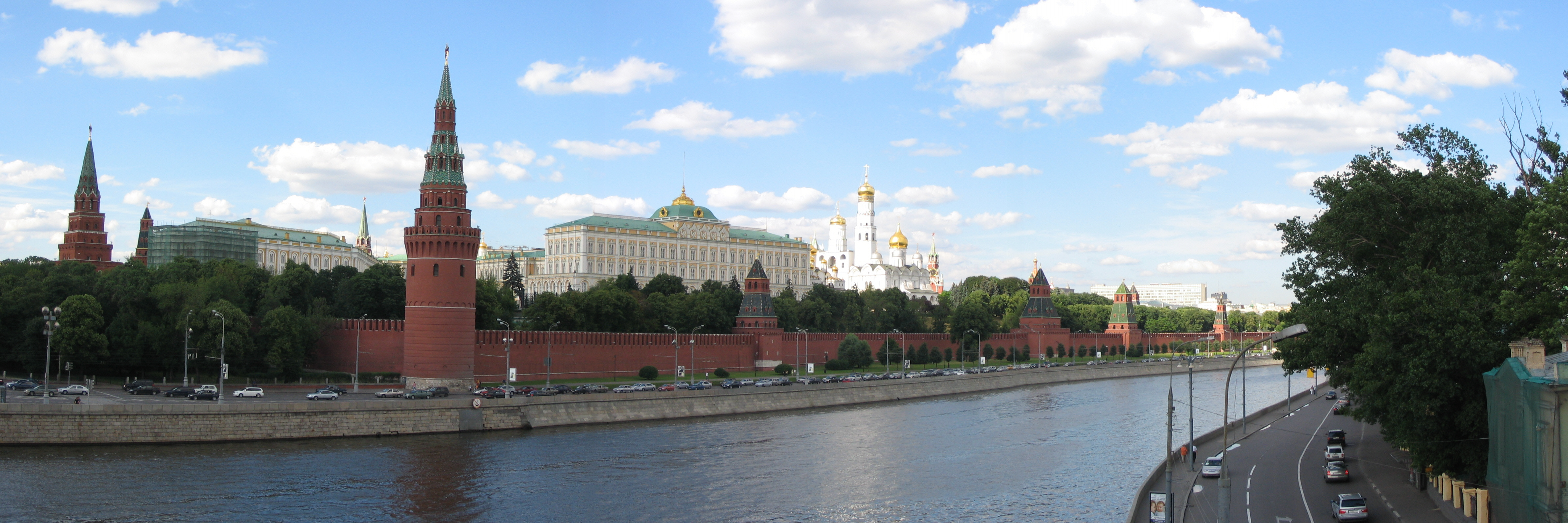
A Kreml – Moszkva

Három nappal később, július 5-én a küldöttség váratlanul, immár Szijjártó Péter külügyminiszterrel kiegészülve Moszkvában tett látogatást, ahol Vlagyimir Putyin orosz elnökkel folytatott megbeszélést, tizennegyedik alkalommal. A megbeszélésen szóba kerültek a folyamatban lévő gazdasági együttműködések, és a felek kifejtették szándékukat ezek határozott folytatása iránt.
A miniszterelnök Moszkvában és Kijevben is kérdéseket tett fel annak tisztázása érdekében, hogy a felek meddig lennének hajlandóak elmenni ahhoz, hogy egy fegyverszünet illetve végső soron a béke létrejöjjön. A miniszterelnök illetve a küldöttség tagjai több fórumon is hangsúlyozták, hogy a békemisszió egyértelmű célja a kommunikációs csatornák fenntartása és a háborúban álló felek közti párbeszéd előmozdítása a béke érdekében.
A megbeszéléseket követően Orbán Viktor levélben tájékoztatta az Európai Tanács elnökét, Charles Michelt, illetve az Európai Tanács állam- és kormányfőit az orosz-ukrán konfliktussal összefüggésben szóba került kérdésekről, a felmerült javaslatokról illetve a közzétett álláspontokról. Július 12-én újabb levélben foglalta össze a látogatásain szerzett benyomásokat, ebben kifejtette: sem az ukrán, sem az orosz fél nem kész a béketárgyalásokra, ezért külső nyomást kellene gyakorolni rájuk a béke érdekében.

### Látogatás Pekingben

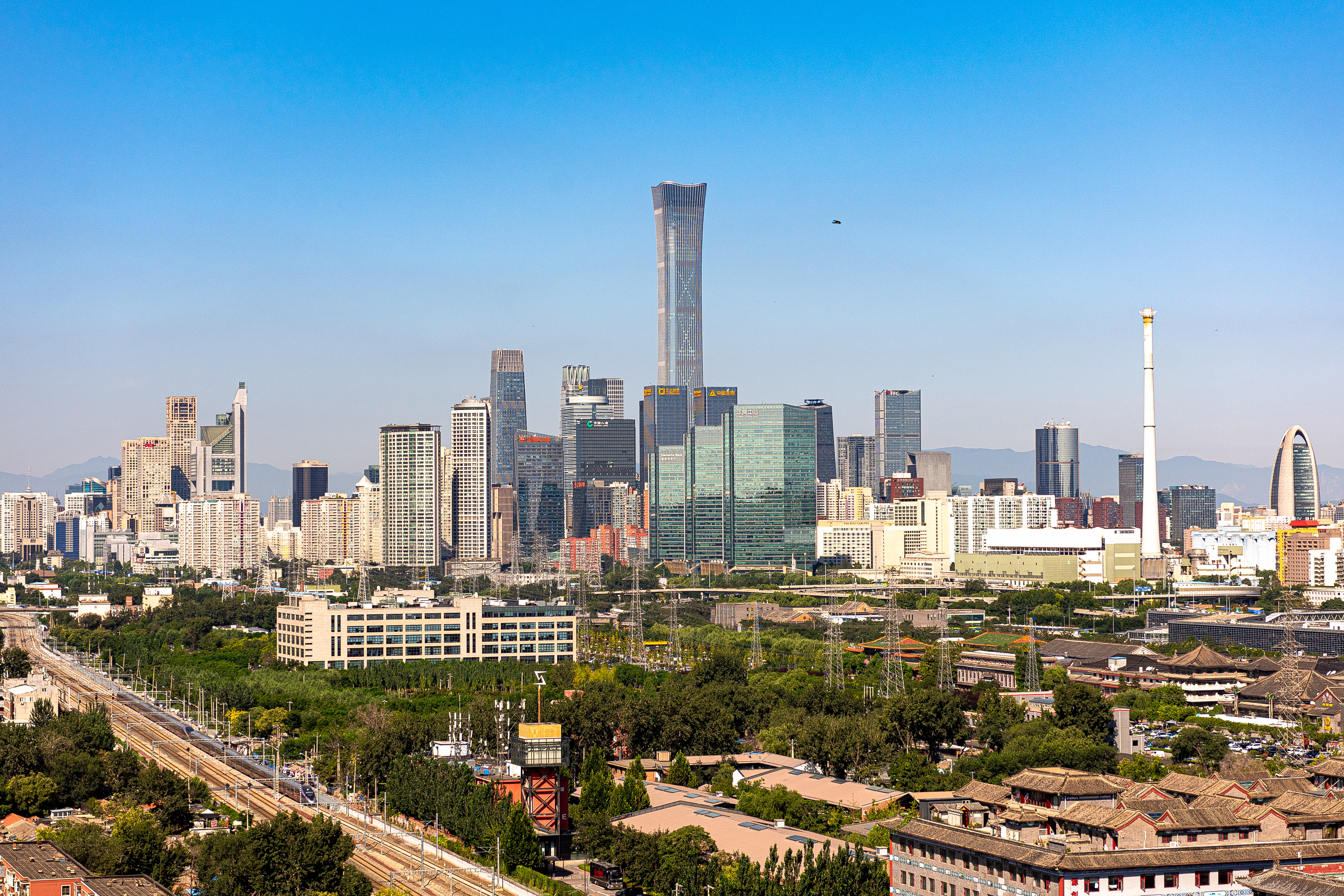
Peking

A „békemisszió” az ukrán és orosz féllel való találkozásokat követően további állomásokat tűzött ki az ukrán-orosz fegyveres konfliktus mielőbbi lezárása érdekében. Július 8-án már Pekingben tett látogatást a küldöttség, ahol Hszi Csin-ping kínai elnök vezette delegációval folytatott megbeszélést. A kínai elnök nagyra értékelte a magyar kormány álláspontját, illetve azt, hogy felkarolta Kína 12 pontos ukrajnai béketervét, amellyel kapcsolatban a nyugati államok szkeptikusak voltak. Orbán Viktor itt is kifejtette, hogy szerinte a fronton nincs megoldás a háborúra, és kifejezetten tárgyalások útján lehet a békét elérni. Ebben kérte a kínai elnök segítségét és további közbenjárását.

### Washington, a negyedik állomás
A kormányküldöttség következő, negyedik állomása immár a washingtoni NATO csúcstalálkozó, amely július 9–11. között zajlott. Az Észak-atlanti katonai szövetség rendezvényén a miniszterelnök először Recep Tayyip Erdoğan török elnökkel folytatott megbeszélést. A találkozón hangsúlyozta, hogy a török elnök fontos partner a béke előmozdítása terén, tekintve, hogy mindmáig az egyetlen szereplő, amely sikeresen közvetített az ukrán-orosz konfliktusban (utalva a Fekete-tengeri gabonaegyezményre).

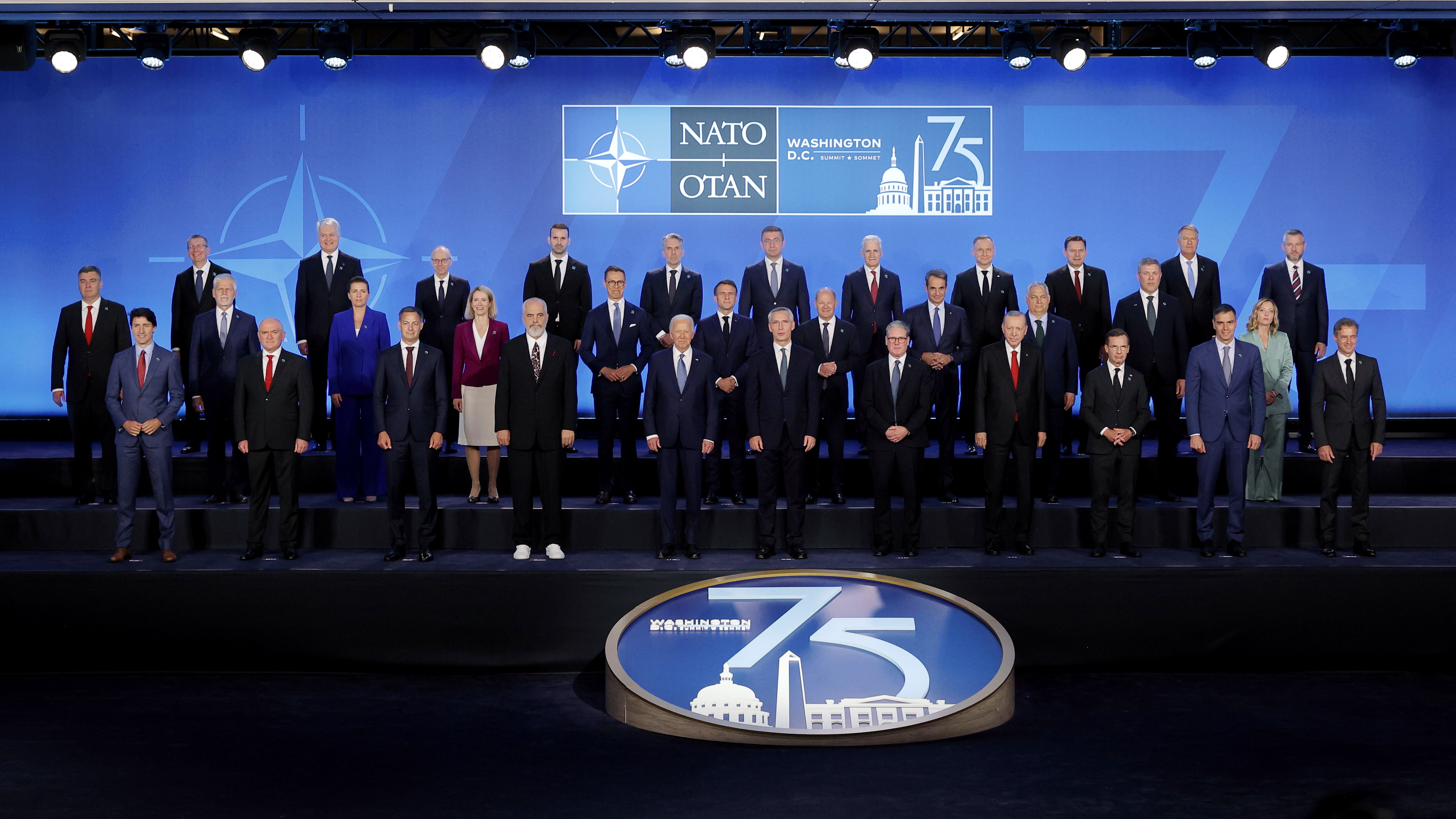
NATO csúcstalálkozó – Washington, 2024 július 9–11.

Orbán Viktor kitűzött célja volt, hogy a rendezvényen amellett érveljen, hogy a NATO térjen vissza a 75 évvel ezelőtti alapításakor kitűzött szellemiségéhez, és „ne a körülötte zajló háborúkat, hanem a békét nyerje meg”. Szijjártó külügyminiszter ugyanakkor interjút adott a CNN hírközvetítő csatornának, ahol hangsúlyozta, hogy az Ukrajnának történt fegyverszállítások nem hozták el a várt békemegállapodásokat. Kifejtette, hogy szerinte nem a harctéren van a megoldás, hanem a diplomáciai csatornákon illetve a tárgyalóasztaloknál. Ugyanakkor a NATO találkozó több résztvevője is kijelentette, hogy a magyar külügyminiszter magára maradt érveléseivel, és több tagállam kifejezetten jelezte, hogy nem ért azokkal egyet.
Orbán Viktor sokat hirdetett álláspontja ellenére itt aláírta azt a közös NATO-nyilatkozatot, miszerint Ukrajna csatlakozása a NATO-hoz visszafordíthatatlan folyamat.

### Ötödik állomás
Orbán Viktor a NATO-csúcs zárónapján találkozott még Donald Trump volt amerikai elnökkel és 2024-es elnökjelölttel annak floridai birtokán. Konkrét béketervet egyik politikus sem terjesztett elő, de Orbán kifejezte meggyőződését, hogy Trump békét fog teremteni Ukrajnában, Trump pedig köszönetet mondott Orbánnak és úgy nyilatkozott, hogy a háborúnak el sem szabadott volna kezdődnie.

## A küldetés visszhangja

### Visszhang az Európai Unió és a NATO vezetői körében
Az Európai Unió legtöbb vezetője éles kritikát fogalmazott meg a látogatás okán.
Josep Borrell, az Európai Unió külügyi vezetője kijelentette, hogy az ilyen tárgyalásokra az EU nevében Orbán Viktornak nincs felhatalmazása. Arra is rámutatott, hogy Putyin ellen a Nemzetközi Büntetőbíróság elfogatási parancsot adott ki. Ursula von der Leyen, az Európai Bizottság elnöke megerősítette, hogy az EU ellenzi az agresszorral szembeni önfeladást és igazságos békére kell törekedni. Jens Stoltenberg hangsúlyozta, hogy Orbán nem a NATO nevében beszélt. Charles Michel, az Európai Tanács elnöke kiemelte, hogy Orbán nem rendelkezett felhatalmazással az EU részéről tárgyalásaihoz, és minden ilyen megbeszélés során hangsúlyozni kell, hogy Oroszország az agresszor és Ukrajna az áldozata a háborúnak.
Kaja Kallas észt miniszterelnök azzal vádolta Orbánt, hogy zavart akar kelteni az EU soros elnöki posztját kihasználva. Ulf Kristersson svéd miniszterelnök Orbán lépéseit a szabadságáért harcoló ukrán nép elleni sértésnek értékelte.
Az amerikai elnök sajtószóvivője kijelentette, hogy Orbán látogatásai nem hozzák közelebb a békét, sőt kontraproduktívak, károsak Ukrajna szuverenitása, területi épsége és függetlensége szempontjaiból.
Annalena Baerbock német külügyminiszter kijelentette, hogy komoly és őszinte megbeszélést szeretett volna folytatni Szijjártó Péterrel a moszkvai tárgyalásokról, magyar partnere azonban váratlanul lemondta a Budapestre tervezett találkozót.
Jan Lipavský cseh külügyminiszter Putyin hasznos idiótájának nevezte a magyar miniszterelnököt.
Azonban Nicolas Sarkozy egykori francia államelnök és Sebastian Kurz korábbi osztrák miniszterelnök, akik ellen súlyos bűnügyi eljárások folynak, egyetértésüket fejezték ki, illetve egyértelműen támogatták a küldöttség szerepvállalását a párbeszéd előmozdítása érdekében.
Az Európai Parlament állásfoglalása szerint Orbán Viktor „kirívóan megsértette az EU alapszerződéseit és közös külpolitikáját” oroszországi útjával.

### Orosz visszhang
Orbán Viktor Moszkvába való megérkezése azonnal vezető hírként jelent meg az orosz médiában. A nagy orosz lapok és hírügynökségek egyöntetűen első helyen számoltak be az eseményről, így a RIA Novosztyi, TASZSZ, az Izvesztyija és sok más.
A látogatás nem enyhítette a harcokat, sőt közvetlenül utána került sor a kijevi gyermekkórház ellen orosz támadásra.
Később a látogatással kapcsolatos éles nyugati kritikák nyomán Dmitrij Peszkov orosz elnöki szóvivő Orbán Viktor védelmében a következőképpen nyilatkozott:

„Nem elég, hogy teljességgel eltagadják a jogköreit, de általában véve megkérdőjelezik ezen utazásainak legitimitását, és szinte már-már arra készülnek, hogy semmissé nyilvánítsák Magyarország jelenlegi elnökségét az EU Tanácsában.”

### További értékelések
Rónay Tamás publicista, a Népszava külpolitikai rovatvezetője rámutatott, hogy a megbeszélések végkimenetele előre borítékolható volt: a tárgyalássorozat eredménytelen, s a felek álláspontja nem közeledett a diplomáciai erőfeszítés során. A titokban megszervezett látogatások inkább veszélyeztették az eddig kialakult konszenzust az EU külpolitikájában, amely a bevezetett kereskedelmi szankciókról szól és Oroszország – mint háborús agresszor – elszigeteléséről.
A brit Nick Thorpe, a BBC közép-európai tudósítója részletes összefoglalót tett közzé a diplomáciai útról. A publicista a diplomáciai szereplők és elhangzott nyilatkozatok felsorolása mellett egy önjelölt, terv nélküli 'béketeremtőként' mutatja be a miniszterelnököt. A majdnem két hétig tartó diplomáciai akció, amelynek záróakkordjaként – immár mintegy magányos küldetésként – Floridába látogatott, egészen haragossá tette az EU és az USA vezetőit egyaránt. Különösen az oroszországi útja jelentett támadást Brüsszel és Washington számára, amely az EU és a NATO egységének a megtöréseként értelmezhető. A tudósítás végén részletezi a miniszterelnök pártjának hanyatlását a hazai politikai viszonyok között, megjegyezve, hogy jelentős számú szavazót veszített az utóbbi időben. A publicista szerint az egész 'békemisszió' nem volt egyéb, mint egy világkörüli parádé a szavazókért a béketeremtés ürügyén.
Bendarzsevszkij Anton, a posztszovjet térség szakértője, rámutatott: Orbán Viktor felismerte, hogy az orosz fél – ultimátumszerű követeléseinek fenntartása mellett – egyre többet beszél a békéről, ezért lehetséges a béketárgyalások közeledése. Kockázatot vállalt, és ezáltal elérte, hogy Magyarország lehessen egy olyan kommunikációs csatorna, mely összehozza a feleket. Amint a megbeszéléseken is többször elhangzott, a magyar állam maradt az egyetlen EU-tagállam, mely megőrizte kommunikációs csatornáit Moszkva felé, így akár egy mediátori szerepet is betölthet majd, amennyiben felkérik rá. A békemisszió rövidtávon mindenképp egy diplomáciai előrelépés abban a tekintetben, hogy felhasználva az uniós elnökségi pozíciót (bár az formálisan nem jogosít fel semmi ilyesmire), a kormány elérte, hogy Magyarország a nemzetközi diplomáciában és a nemzetközi sajtóban is egy jól látható szereplővé váljon. A szakértő nem tért ki Magyarországnak a politikai és katonai szövetségeseivel való viszonyára, sem pedig a nemzetközi politikában elhangzott véleményekre a diplomáciai úttal kapcsolatosan.
Buda Péter biztonságpolitikai szakértő, volt nemzetbiztonsági főtiszt szerint Orbán Viktor pontosan úgy viselkedik, mint egy orosz befolyásoló ügynök. Amit a magyar miniszterelnök „el tud érni” diplomáciai lépéseivel, azt valójában Putyin akarja.
Roger Köppel, a Die Weltwoche svájci magazin főszerkesztője, korábban a Die Welt német napilap főszerkesztője, aki elkísérte a delegációt, részletes tudósításokat tett közzé az útról. Szerinte az út ténylegesen egy békemissziónak tekinthető. A tervben a miniszterelnök azt a feladatot vállalta magára, hogy feltárja, miként látják a háborús helyzetet a szemben álló felek, hogyan értékelik az előterjesztett békejavaslatokat, hol vannak számukra az ún. 'vörös vonalak' és miként képzelik el az esetleges béketárgyalások menetét. Az út maga nem minősül béketárgyalásnak, sokkal inkább egy tisztázó jellegű tényfeltárás.
Rácz András, a Budapesti Corvinus Egyetem oktatója szerint Orbán Viktornak se terve, se mandátuma, se hitelessége nincs, és nem is lehet képes rövid távon hatást gyakorolni az orosz–ukrán háborúra. A harcok ezen szakaszában ugyanis még mindkét fél abban bízik, hogy nyerni tud: az orosz vezetés meg van győződve róla, hogy tovább bírja élőerővel és hadianyaggal, mint ameddig a nyugati országok hajlandók Ukrajnát támogatni, az ukrán vezetés pedig abban bízik, hogy a nyugati támogatással olyan súlyos veszteségeket okozhat az orosz hadseregnek, amit az orosz lakosság már nem fogad el. Az amerikai elnökválasztás hozhat változást az Ukrajnához való hozzáállásban, de az új elnököt január előtt semmiképp nem iktatják be.